# Жилинский, Иосиф Ипполитович
Ио́сиф Ипполи́тович Жили́нский (20 апреля 1834 года, Троки, Виленская губерния, Российская империя — 16 марта 1921 года, Варшава, Польская Республика) — русский геодезист, генерал от инфантерии.
По окончании курса наук в Институте инженеров путей сообщения и престижных зарубежных стажировок занимался в геодезическом отделении Николаевской академии Генерального штаба и в Пулковской обсерватории.
В 1860 году командирован в Минскую и Могилевскую губернии на триангуляционные работы. В 1863 году был назначен помощником начальника градусного измерения дуги параллели 52° широты, а в 1870 году утвержден начальником. В 1875 году И. И. Жилинский работал начальником триангуляции на Полесье, через два года — членом военно-учёного комитета. В 1879 году назначен членом совета Министерства государственных имуществ. С преобразованием министерства был назначен в 1894 году управляющим вновь образованным отделом земельных улучшений.

## Осушение болот
В мае 1872 года была создана комиссия «для исследования состояния сельского хозяйства», которая пришла к выводу, что «осушение болот крайне необходимо в Петербургской, Новгородской, Тверской, Ярославской, Минской и Волынской губерниях». В 1873 году И. И. Жилинский возглавил Западную экспедицию на Полесьи, которая должна была охватить территорию площадью около 9 млн гектаров. Он намеревался, «отклонив причины, которые вызывают возникновение болот, достичь более равномерного распределения влаги и таким образом освободить заболоченную простору от излишков воды». Этот проект не имел аналогов в мире. Работы по осушению Полесья начались под его руководством в 1874 и продолжались около 20 лет. Более 2,5 млн. десятин (2,73 млн.га.) болот было превращено в культурные земли), было построено 4367 верст каналов, 549 мостов, 30 шлюзов. На все это ушло 2,8 млн рублей. Первое упоминание о посевах на осушенном болоте на территории Беларуси относится к 1851 году: у села Дубрейка Могилевского уезда выращивалась сахарная свекла.
В 1883 году И. И. Жилинским были заложены опытные посевы на низинном болоте в урочище Василевичского уезда, где испытывался метод выращивания смешанной культуры с использованием навезенного минерального грунта. Одновременно проводились исследования по выращиванию на мелиорированных землях озимых и яровых культур, кормовых трав и овощей, «чтобы на деле показать полесскому крестьянину способы и приемы разработки болот под пашню и огороды, хорошим примером вызвать у него охоту к перениманию». В результате работы Западной экспедиции в Беларуси оздоровился климат, утратили эпидемический характер болезни, практически исчез свойственный данной местности «каўтун». В 1903 году генерал И. И. Жилинский писал: «Сделанные до этого времени канализационные работы на Полесье можно считать достаточными при нынешних экономических условиях страны, по мере же изменения этих условий, по мере увеличения населения и культуры страны, будет являться неизбежной необходимость расширения сети каналов. Нельзя рассматривать работу целиком завершенной — только положено начало для такого рода работы в будущем». Исследуя деятельность Западной экспедиции И. И. Жилинского, можно предположить, что и Жировский канал, протекающий на юге Дрогичинского района Брестской области, неподалёку от деревни Малиновка, назван так в честь генерала-исследователя.
И. И. Жилинский руководил работами по осушению болот не только на Припятском Полесье, но и в подмосковном Мещерском крае, в Барабинской низменности Западной Сибири. Осушение проходило с большими трудностями. Ни бульдозеров, ни экскаваторов не было. Сети магистральных и боковых каналов копались вручную, русла рек чистились черпаками с плотов, мосты и деревянные шлюзы рубились топорами. Грунт вывозился на лошадях. В донесениях на высочайшее имя люди, занятые этим тяжелейшим трудом, «награждались» нелестными эпитетами: «Народ гнусный, нерадивый, непредприимчивый, так что даже где собственная польза и выгода, то и для того все нужно смотреть и ко всему понуждать. В противном случае совсем опустится, предастся лености, пьянству, а затем и всем худым последствиям». И, тем не менее, около 100 тысяч гектаров болот удалось осушить только в Северной экспедиции, которая работала в 1877—1899 годах.

## Награды
Российской империи:
- Орден Святого Владимира 4-й степени (1867);
- Орден святой Анны 2-й степени (1871);
- Орден Святого Владимира 3-й степени (1874);
- Орден Святого Станислава 1-й степени (1879);
- Орден святой Анны 1-й степени (1882);
- Орден Святого Владимира 2-й степени (1885);
- Орден Белого Орла (1892);
- Украшенная бриллиантами золотая табакерка с вензелем Высочайшего имени (1898);
- Орден Святого Александра Невского (5.06.1904);

Его имя выгравировано на юбилейной медали «В память пятидесятилетия Корпуса военных топографов. 1872»
Иностранных государств:
- Прусский Орден Красного орла 3-й степени (1868);
- Австрийский Орден Железной короны 2-й степени (1874);
- Прусский Орден Короны 2-й степени (1889).